# كات كورا
كات كورا (بالإنجليزية: Cat Cora)‏ هي طاهية أمريكية، ولدت في 3 أبريل 1967 في جاكسون في الولايات المتحدة.

## وصلات خارجية
- الموقع الرسمي
- كات كورا على موقع IMDb (الإنجليزية)
- كات كورا على موقع إن إن دي بي (الإنجليزية)
- كات كورا على موقع قاعدة بيانات الفيلم (الإنجليزية)